# Huitzililla
Huitzililla es una localidad del estado mexicano de Morelos. Es parte del municipio de Ayala.

## Toponimia
El nombre «Huitzililla» proviene de los términos en náhuatl: huitzilin, colibrí; tlan, lugar de abundancia. Su significado es «Lugar donde abundan los colibríes».

## Demografía
| Gráfica de evolución demográfica |
|                                  |

| Censo | Población |
| ----- | --------- |
| 1900  | 245       |
| 1910  | 362       |
| 1921  | 127       |
| 1930  | 165       |
| 1940  | 580       |
| 1950  | 396       |
| 1960  | 671       |
| 1970  | 920       |
| 1980  | 1755      |
| 1990  | 1926      |
| 2000  | 2387      |
| 2010  | 2535      |
| 2020  | 2878      |